# Alyssum cephalotes
Alyssum cephalotes är en korsblommig växtart som beskrevs av Pierre Edmond Boissier. Alyssum cephalotes ingår i släktet stenörter, och familjen korsblommiga växter. Inga underarter finns listade i Catalogue of Life.